# 24 Heures du Mans 2019
Navigation
Édition précédente Édition suivante
Les 24 Heures du Mans 2019 sont la 87e édition de l'épreuve, la 8e et dernière manche du calendrier du Championnat du monde d'endurance FIA 2018-2019 et se déroulent les 15 et 16 juin 2019 sur le circuit de la Sarthe. Le calendrier du championnat a la particularité d'accueillir deux éditions des 24 Heures du Mans, les éditions 2018 et 2019.

## Engagés

### Invités
La participation aux 24 Heures du Mans se fait sur invitation uniquement.

#### Garage 56
Afin de promouvoir les nouvelles technologies, l’ACO peut inviter un concurrent présentant une voiture innovante, en catégorie « Garage 56 », ne répondant pas aux règlements techniques du championnat du monde d’endurance de la FIA 2018-2019.
Aucune invitation en catégorie « Garage 56 » n'a été distribuée pour l'édition 2019.

#### Invitations en fonction des résultats aux 24 Heures du Mans ou autres séries/championnats
Des invitations sont attribuées aux écuries qui ont :
- gagné dans leur catégorie lors des précédents 24 Heures du Mans (chacune est invitée dans la catégorie qu'elle a gagnée) ;
- remporté le championnat European Le Mans Series dans les catégories LMP2 ou LMP3 (chacune est invitée en LMP2) ;
- remporté ou terminé second le championnat European Le Mans Series dans la catégorie LM GTE (ces écuries peuvent choisir entre LMGTE Pro et LMGTE Am) ;
- remporté le championnat Asian Le Mans Series dans les catégories LMP2 ou LMP2 Am (chacune est invitée en LMP2) ;
- remporté le championnat Asian Le Mans Series dans la catégorie LMP3 (l'écurie est libre de choisir entre LMP2 et LMGTE Am) ;
- remporté le championnat Asian Le Mans Series dans la catégorie GT (l'écurie est invitée en LMGTE Am) ;
- remporté la Michelin Le Mans Cup dans la catégorie GT3 (l'écurie est invitée en LMGTE Am) ;
- été désignées par les organisateurs de l'IMSA WeatherTech SportsCar Championship (deux équipes).

Ces invitations ne peuvent être attribuées aux concurrents ELMS, Weathertech USCC, Asian LMS et Michelin Le Mans Cup que s'ils ont participé à toutes les épreuves de la série/championnat concerné.
Chacune de ces invitations ne peut être accordée que si la voiture concernée est engagée en 2019 dans l’un des trois championnats suivants : l'Asian Le Mans Series, l'European Le Mans Series ou l'IMSA WeatherTech SportsCar Championship.
Une équipe ne peut bénéficier de plus de deux invitations d'après ses résultats.
Les limitations ci-dessus ne s'appliquent qu'aux invitations en fonction des résultats. Ainsi, certaines écuries ont plus de deux invitations (Dempsey-Proton, Porsche, Ford, Ferrari, Aston-Martin Racing) ou des invitations sans être inscrite dans l'un des championnats sus-cités (Cetilar).
Les pilotes lauréats des trophées Jim Trueman et Bob Akin du WeatherTech SportsCar Championship ont été sélectionnés par l'IMSA pour être ceux bénéficiant, avec l'équipe de leur choix, de leurs invitations.
| Raison de l'invitation                                            | LMP1                      | LMP2                    | LMGTE Pro          | LMGTE Am              |
| ----------------------------------------------------------------- | ------------------------- | ----------------------- | ------------------ | --------------------- |
| Vainqueur des 24 Heures du Mans 2018                              | Toyota Gazoo Racing       | Signatech Alpine Matmut | Porsche GT Team    | Dempsey-Proton Racing |
| Champions ELMS 2018 (LMP2 et GTE)                                 |                           | G-Drive Racing          | Proton Competition | Proton Competition    |
| Deuxième ELMS 2018 (GTE)                                          |                           | JMW Motorsport          | JMW Motorsport     |                       |
| Champion ELMS 2018 (LMP3)                                         | RLR MSport                |                         |                    |                       |
| Lauréat du Trophée Bob Akin WeatherTech SportsCar Championship    |                           | Keating Motorsports     |                    |                       |
| Lauréat du Trophée Jim Trueman WeatherTech SportsCar Championship | Weathertech Racing        |                         |                    |                       |
| Champions Asian Le Mans Series 2018-2019 (LMP2 Pro et GT)         | United Autosports         | Car Guy Racing          | Car Guy Racing     |                       |
| Champion Asian Le Mans Series 2018-2019 (LMP2 Am)                 | ARC Bratislava            |                         |                    |                       |
| Champion Asian Le Mans Series 2018-2019 (LMP3)                    | Inter Europol Competition |                         |                    |                       |
| Champion Michelin Le Mans Cup 2018 (GT3)                          |                           | Kessel Racing           |                    |                       |

#### Concurrents engagés dans le Championnat du Monde d’Endurance de la FIA 2018-2019
Les écuries engagées dans le Championnat du monde d'endurance FIA 2018-2019 sont invitées.

### Liste officielle
Le 11 février 2019, une première liste de 42 voitures est publiée par l'ACO listant les écuries engagés dans le Championnat du monde d'endurance FIA 2018-2019 et celles invitées en fonction des résultats aux 24 Heures du Mans 2018, en ELMS, en Michelin Le Mans Cup ou désignées par l'IMSA (à cette date le championnat ALMS n'était pas terminé).
Le 1er mars 2019, une deuxième liste de 60 voitures est publiée par l'ACO incluant les invitations au vu des résultats de l'ALMS et celles après sélection sur dossier.
À la suite de la publication de cette deuxième liste, United Autosports a affiché son mécontentent de n'avoir qu'une seule voiture inscrite à la course. En effet, malgré 11 voitures inscrites dans les divers championnats ACO et le fait d'avoir remporté les Asian Le Mans Series, l'écurie anglo-américaine ne reçoit pas de 2e invitation. Elle estime que son engagement en endurance n'est pas reconnu et se pose la question sur son engagement en Asian Le Mans Series dans le futur.
Le 21 mars, l'ACO annonce que, à la suite du retrait de la LMGTE Am no 55 de Spirit Of Race, Duqueine Engineering (1er réserviste) est intégré à la liste des engagés en catégorie LMP2 avec une Oreca 07.
Le 2 avril, la FIA annonce que la LMP2 no 26 du G-Drive sera une Aurus-01 (en fait leur Oreca 07 rebadgée).
Le 16 avril, L'ACO annonce que la grille passe à 62 voitures. La voiture no 20 de l'écurie High Class Racing et la voiture no 32 de l'écurie United Autosports (2e et 3e réservistes du 1er mars) participeront donc à l'épreuve.
Le 14 mai, l'ACO publie la liste provisoire des 186 pilotes qui devraient prendre le départ de l'épreuve.
| 1         |  | Rebellion Racing           | Rebellion R13-Gibson      | M | André Lotterer           | Bruno Senna            | Neel Jani               |
| 3         |  | Rebellion Racing           | Rebellion R13-Gibson      | M | Nathanaël Berthon        | Gustavo Menezes        | Thomas Laurent          |
| 4         |  | ByKolles Racing            | Enso CLM P1/01-Gibson     | M | Tom Dillmann             | Oliver Webb            | Paolo Ruberti           |
| 7         |  | Toyota Gazoo Racing        | Toyota TS050 Hybrid       | M | Mike Conway              | Kamui Kobayashi        | José María López        |
| 8         |  | Toyota Gazoo Racing        | Toyota TS050 Hybrid       | M | Sébastien Buemi          | Kazuki Nakajima        | Fernando Alonso         |
| 10        |  | DragonSpeed                | BR Engineering BR1-Gibson | M | Ben Hanley               | Henrik Hedman          | Renger van der Zande    |
| 11        |  | SMP Racing                 | BR Engineering BR1-AER    | M | Mikhaïl Aleshin          | Vitaly Petrov          | Stoffel Vandoorne       |
| 17        |  | SMP Racing                 | BR Engineering BR1-AER    | M | Stéphane Sarrazin        | Egor Orudzhev          | Sergey Sirotkin         |
| LMP2      |  |                            |                           |   |                          |                        |                         |
| 20        |  | High Class Racing          | Oreca 07-Gibson           | D | Anders Fjordbach         | Dennis Andersen        | Mathias Beche           |
| 22        |  | United Autosports          | Ligier JS P217-Gibson     | M | Phil Hanson              | Filipe Albuquerque     | Paul Di Resta           |
| 23        |  | Panis-Barthez Compétition  | Ligier JS P217-Gibson     | D | René Binder              | Will Stevens           | Julien Canal            |
| 25        |  | Algarve Pro Racing         | Oreca 07-Gibson           | D | Andrea Pizzitola         | David Zollinger        | John Falb               |
| 26        |  | G-Drive Racing             | Aurus 01-Gibson           | D | Roman Rusinov            | Job van Uitert         | Jean-Éric Vergne        |
| 28        |  | TDS Racing                 | Oreca 07-Gibson           | D | François Perrodo         | Loïc Duval             | Matthieu Vaxiviere      |
| 29        |  | Racing Team Nederland      | Dallara P217-Gibson       | M | Giedo van der Garde      | Frits van Eerd         | Nyck de Vries           |
| 30        |  | Duqueine Engineering       | Oreca 07-Gibson           | M | Nicolas Jamin            | Pierre Ragues          | Romain Dumas            |
| 31        |  | DragonSpeed                | Oreca 07-Gibson           | M | Roberto González         | Pastor Maldonado       | Anthony Davidson        |
| 32        |  | United Autosports          | Ligier JS P217-Gibson     | M | Ryan Cullen              | Alex Brundle           | William Owen            |
| 34        |  | Inter Europol Competition  | Ligier JS P217-Gibson     | M | Jakub Śmiechowski        | James Winslow          | Nigel Moore             |
| 36        |  | Signatech Alpine Matmut    | Alpine A470-Gibson        | M | Nicolas Lapierre         | André Negrão           | Pierre Thiriet          |
| 37        |  | Jackie Chan DC Racing      | Oreca 07-Gibson           | D | David Heinemeier Hansson | Jordan King            | Ricky Taylor            |
| 38        |  | Jackie Chan DC Racing      | Oreca 07-Gibson           | D | Ho-Pin Tung              | Gabriel Aubry          | Stéphane Richelmi       |
| 39        |  | Graff Racing               | Oreca 07-Gibson           | M | Tristan Gommendy         | Vincent Capillaire     | Jonathan Hirschi        |
| 43        |  | RLR Msport/Tower Events    | Oreca 07-Gibson           | D | John Farano              | Arjun Maini            | Norman Nato             |
| 47        |  | Cetilar Villorba Corse     | Dallara P217-Gibson       | D | Roberto Lacorte          | Giorgio Sernagiotto    | Andrea Belicchi         |
| 48        |  | IDEC Sport Racing          | Oreca 07-Gibson           | M | Paul Lafargue            | Paul-Loup Chatin       | Memo Rojas              |
| 49        |  | ARC Bratislava             | Ligier JS P217-Gibson     | D | Miroslav Konôpka         | Henning Enqvist        | Konstantin Tereshchenko |
| 50        |  | Larbre Compétition         | Ligier JS P217-Gibson     | M | Erwin Creed              | Romano Ricci           | Nicholas Boulle         |
| LMGTE Pro |  |                            |                           |   |                          |                        |                         |
| 51        |  | AF Corse                   | Ferrari 488 GTE Evo       | M | James Calado             | Alessandro Pier Guidi  | Daniel Serra            |
| 63        |  | Corvette Racing - GM       | Chevrolet Corvette C7.R   | M | Jan Magnussen            | Antonio García         | Mike Rockenfeller       |
| 64        |  | Corvette Racing - GM       | Chevrolet Corvette C7.R   | M | Oliver Gavin             | Tommy Milner           | Marcel Fässler          |
| 66        |  | Ford Chip Ganassi Team UK  | Ford GT GTE Ecoboost      | M | Stefan Mücke             | Olivier Pla            | Billy Johnson (en)      |
| 67        |  | Ford Chip Ganassi Team UK  | Ford GT GTE Ecoboost      | M | Andy Priaulx             | Harry Tincknell        | Jonathan Bomarito       |
| 68        |  | Ford Chip Ganassi Team USA | Ford GT GTE Ecoboost      | M | Joey Hand                | Dirk Müller            | Sébastien Bourdais      |
| 69        |  | Ford Chip Ganassi Team USA | Ford GT GTE Ecoboost      | M | Ryan Briscoe             | Richard Westbrook      | Scott Dixon             |
| 71        |  | AF Corse                   | Ferrari 488 GTE Evo       | M | Sam Bird                 | Davide Rigon           | Miguel Molina           |
| 81        |  | BMW Team MTEK              | BMW M8 GTE                | M | Nicky Catsburg           | Philipp Eng            | Martin Tomczyk          |
| 82        |  | BMW Team MTEK              | BMW M8 GTE                | M | Augusto Farfus           | António Félix da Costa | Jesse Krohn             |
| 89        |  | Risi Competizione          | Ferrari 488 GTE Evo       | M | Pipo Derani              | Oliver Jarvis          | Jules Gounon            |
| 91        |  | Porsche GT Team            | Porsche 911 RSR           | M | Richard Lietz            | Gianmaria Bruni        | Frédéric Makowiecki     |
| 92        |  | Porsche GT Team            | Porsche 911 RSR           | M | Michael Christensen      | Kévin Estre            | Laurens Vanthoor        |
| 93        |  | Porsche GT Team            | Porsche 911 RSR           | M | Patrick Pilet            | Earl Bamber            | Nick Tandy              |
| 94        |  | Porsche GT Team            | Porsche 911 RSR           | M | Sven Müller              | Mathieu Jaminet        | Dennis Olsen            |
| 95        |  | Aston Martin Racing        | Aston Martin Vantage AMR  | M | Nicki Thiim              | Marco Sørensen         | Darren Turner           |
| 97        |  | Aston Martin Racing        | Aston Martin Vantage AMR  | M | Alex Lynn                | Maxime Martin          | Jonathan Adam           |
| LMGTE Am  |  |                            |                           |   |                          |                        |                         |
| 54        |  | Spirit of Race             | Ferrari 488 GTE           | M | Thomas Flohr             | Francesco Castellacci  | Giancarlo Fisichella    |
| 56        |  | Team Project 1             | Porsche 911 RSR           | M | Jörg Bergmeister         | Patrick Lindsey        | Egidio Perfetti         |
| 57        |  | Car Guy Racing             | Ferrari 488 GTE           | M | Takeshi Kimura           | Kei Cozzolino          | Côme Ledogar            |
| 60        |  | Kessel Racing              | Ferrari 488 GTE           | M | Claudio Schiavoni        | Sergio Pianezzola      | Andrea Piccini          |
| 61        |  | Clearwater Racing          | Ferrari 488 GTE           | M | Matthew Griffin          | Luís Pérez Companc     | Matteo Cressoni         |
| 62        |  | WeatherTech Racing         | Ferrari 488 GTE           | M | Cooper MacNeil           | Toni Vilander          | Robert Smith            |
| 70        |  | MR Racing                  | Ferrari 488 GTE           | M | Motoaki Ishikawa (de)    | Eddie Cheever III (en) | Olivier Beretta         |
| 77        |  | Dempsey-Proton Racing      | Porsche 911 RSR           | M | Matt Campbell            | Christian Ried         | Julien Andlauer         |
| 78        |  | Proton Racing              | Porsche 911 RSR           | M | Louis Prette             | Philippe Prette        | Vincent Abril           |
| 83        |  | Kessel Racing              | Ferrari 488 GTE           | M | Rahel Frey               | Michelle Gatting       | Manuela Gostner         |
| 84        |  | JMW Motorsport             | Ferrari 488 GTE           | M | Jeff Segal               | Rodrigo Baptista       | Wei Lu                  |
| 85        |  | Keating Motorsports        | Ford GT GTE Ecoboost      | M | Ben Keating              | Jeroen Bleekemolen     | Felipe Fraga            |
| 86        |  | Gulf Racing UK             | Porsche 911 RSR           | M | Michael Wainwright       | Ben Barker             | Thomas Preining         |
| 88        |  | Dempsey-Proton Racing      | Porsche 911 RSR           | M | Matteo Cairoli           | Giorgio Roda           | Satoshi Hoshino         |
| 90        |  | TF Sport                   | Aston Martin Vantage GTE  | M | Salih Yoluç              | Charlie Eastwood       | Euan Hankey             |
| 98        |  | Aston Martin Racing        | Aston Martin Vantage GTE  | M | Paul Dalla Lana          | Pedro Lamy             | Mathias Lauda           |
| 99        |  | Dempsey-Proton Racing      | Porsche 911 RSR           | M | Patrick Long             | Tracy Krohn            | Niclas Jönsson          |

Championnat dans lequel la voiture est engagée :
- Championnat du monde d'endurance FIA
- European Le Mans Series
- United SportsCar Championship
- Asian Le Mans Series

Les écuries des nos 60 et 99 avaient droit à une invitation au titre de leurs résultats 2018 respectivement en Michelin le Mans Cup et aux 24 Heures du Mans et ont inscrit une voiture en ELMS pour en bénéficier.
Cetilar (no 47) était en ELMS en 2018, sera en WEC en 2019-2020, mais ne sera dans aucun championnat au moment des 24 Heures du Mans 2019.

### Réservistes
Le 1er mars, en plus des 60 inscriptions à la course, 10 inscriptions étaient ajoutées à une liste de réserve afin de remplacer d'éventuelles invitations non acceptées ou retirées.
| Réservistes (1er mars 2019) | Réservistes (1er mars 2019) | Réservistes (1er mars 2019) | Réservistes (1er mars 2019) | Réservistes (1er mars 2019) | Réservistes (1er mars 2019) |
| Ordre                       | Classe                      | No.                         | Pays                        | Équipe                      | Voiture                     |
| --------------------------- | --------------------------- | --------------------------- | --------------------------- | --------------------------- | --------------------------- |
| 1                           | LMP2                        | 30                          |                             | Duqueine Engineering        | Oreca 07-Gibson             |
| 2                           | LMP2                        | 20                          |                             | High Class Racing           | Oreca 07-Gibson             |
| 3                           | LMP2                        | 32                          |                             | United Autosports           | Ligier JS P217-Gibson       |
| 4                           | LMP2                        | 33                          |                             | Eurasia Motorsport          | Ligier JS P217-Gibson       |
| 5                           | LMP2                        | 24                          |                             | Panis-Barthez Compétition   | Ligier JS P217-Gibson       |
| 6                           | LMP2                        | 27                          |                             | IDEC Sport Racing           | Ligier JS P217-Gibson       |
| 7                           | LMGTE Am                    | 80                          |                             | Ebimotors                   | Porsche 911 RSR             |
| 8                           | LMGTE Am                    | 58                          |                             | Team Project 1              | Porsche 911 RSR             |
| 9                           | LMP2                        | 44                          |                             | Meyer Shank Racing          | Oreca 07-Gibson             |
| 10                          | LMGTE Am                    | 79                          |                             | TF Sport Red River Sport    | Aston Martin Vantage GTE    |

Le 21 mars, à la suite du désistement de la Spirit of Race no 55 (LMGTE Am), la no 30 de Duqueine Engineering passe dans la liste des engagés. La no 80 de Meyer Shank Racing disparait de la liste des réservistes.
Le 16 avril, lors de l'annonce du passage de la grille à 62 voitures, la no 20 de High Class Racing et la no 32 de United Autosports passent dans la liste des engagés. La no 80 de Ebimotors disparait de la liste des réservistes.
Le 14 mai, lors de la publication de la liste provisoire des 186 pilotes, les no 24 de Panis-Barthez Compétition et no 58 de Team Project 1 disparaissent de la liste des réservistes.

## Journée test
Pour cette journée test, la très grande majorité des 186 pilotes ont répondu présents mais on retrouva aussi quelques suppléants. Ils ont été au nombre de sept à pouvoir profiter de cette journée d’essais.
En LMP1, nous retrouvons donc Brendon Hartley qui réalisé ses premiers tours de roues au volant de la Toyota TS050 Hybrid en vue de la saison 2019-2020.
En LMP2, Timothé Buret, qui reste sur trois participations consécutives aux 24 Heures du Mans roula pour le Panis-Barthez Compétition. James French a rejoint l'écurie portugaise Algarve Pro Racing pour laquelle il roule en European Le Mans Series. Graff a renforcé sa formation de pilotes avec Alexandre Cougnaud. Patrice Lafargue retrouva les pilotes d’IDEC Sport.
En LMGTE Pro, Ross Gunn, pilote de réserve et de développement d’Aston Martin Racing, a renforcé l'écurie.
En LMGTE Am, l'écurie allemande Team Project 1 a fait appel à Nicholas Yelloly en tant que un quatrième pilote.

## Essais libres
La séance d'essais libres s'est déroulée le mercredi de 16 h à 20 h. Une averse s’étant abattue quelques minutes avant l’ouverture de la piste, la séance a débuté timidement sur une piste humide. Le rythme des différentes écuries s'est ensuite accéléré durant la deuxième heure. C'est durant cette période que Gustavo Menezes, aux mains de la Rebellion R13 no 3 réalisa alors un temps de 3:19.931, un temps à plus de deux secondes du meilleur chrono réalisé par cette dernière lors de la Journée Test. Malheureusement, quelques minutes plus tard, une sortie de piste impliquant Tracy Krohn, aux mains de la Porsche 911 RSR no 99 de l'écurie Dempsey-Proton Racing, dans la seconde partie des Hunaudières a engendré un régime du drapeau rouge pour plus de 45 minutes. La voiture et les rails ont été fortement endommagés mais Tracy Krohn est sorti indemne. Il a ensuite été conduit à l'hôpital pour des contrôles préventifs car il s'était plaint de douleurs au dos. Ayant été dans l’expectative concernant l'état de santé de Tracy Krohn, le Dempsey-Proton Racing a considéré pendant en temps de retirer la voiture no 99 de l'épreuve mais le bon retour des médecins ont poussé l'écurie à utiliser la voiture de réserve afin de remplacer la voiture fortement endommagée. Durant cette interruption, la pluie a fait de nouveau son retour sur le circuit, de quoi humidifier la piste lors de sa réouverture. C'est ensuite dans la dernière demi-heure que Stoffel Vandoorne, aux mains de la BR Engineering BR1 no 11 a amélioré la référence en réalisant 3:19.931. Kamui Kobayashi, aux mains de la Toyota TS050 Hybrid no 7, améliora à son tour la référence en réalisant en temps de 3:18.091, en reléguant ainsi la concurrence à plus d’1,8 seconde.
Dans la catégorie LMP2, les Oreca 07 ont mené les débats en réalisant les cinq meilleurs temps de la séance. Déjà très à l'aise l'année dernière, Paul-Loup Chatin a signé le meilleur temps en 3:28.363 au volant de la voiture no 48 de l'écurie IDEC Sport en devançant la voiture no 31 pilotée par Anthony Davidson de l'écurie DragonSpeed de 367 millièmes. Le troisième temps a été réalisé par l’Aurus 01 no 26 de l'écurie G-Drive Racing à 5 dixièmes pilotée par Job van Uitert, l'un des rookies de l'épreuve. La première non Oreca, est la Dallara P217 no 29 de l'écurie Racing Team Nederland à la 6e place. La première Ligier JS P217, la no 22 de l'écurie United Autosports se trouve quant à elle en 7e position. Michelin a pris l'avantage sur Dunlop dans cette séance en ayant six des sept voitures les plus rapides.
Dans la catégorie LMGTE Pro, de nombreuses voitures ont amélioré leur temps à la fin des essais libres, mais aucune n’a réussi à battre la référence de 3:52.149, réalisée en début de séance par Michael Christensen sur la Porsche 911 RSR no 92.
Dans la catégorie LMGTE Am, Matt Campbell a réalisé le meilleur temps avec un tour bouclé en 3:55.304 avec la Porsche 911 RSR de l'écurie Dempsey-Proton Racing. En fin de séance, en profitant de l'amélioration des conditions de la piste, Giancarlo Fisichella, aux mains de la Ferrari 488 GTE de l'écurie Spirit of Race se rapprocha de la référence en réalisant un tour en 3:55.686,,.
| Pos. | Classe    | N° | Équipe                | Temps                        | Tours |
| ---- | --------- | -- | --------------------- | ---------------------------- | ----- |
| 1    | LMP1      | 7  | Toyota Gazoo Racing   | 3 min 18 s 091 (au 47e tour) | 48    |
| 2    | LMP1      | 11 | SMP Racing            | 3 min 19 s 931 (au 24e tour) | 30    |
| 3    | LMP1      | 3  | Rebellion Racing      | 3 min 19 s 960 (au 15e tour) | 34    |
| 9    | LMP2      | 48 | IDEC Sport            | 3 min 28 s 363 (au 24e tour) | 28    |
| 10   | LMP2      | 31 | DragonSpeed           | 3 min 28 s 730 (au 3e tour)  | 13    |
| 11   | LMP2      | 26 | G-Drive Racing        | 3 min 28 s 893 (au 5e tour)  | 25    |
| 29   | LMGTE Pro | 92 | Porsche GT Team       | 3 min 52 s 149 (au 4e tour)  | 20    |
| 30   | LMGTE Pro | 94 | Porsche GT Team       | 3 min 52 s 464 (au 19e tour) | 21    |
| 31   | LMGTE Pro | 71 | AF Corse              | 3 min 52 s 743 (au 24e tour) | 25    |
| 45   | LMGTE Am  | 77 | Dempsey-Proton Racing | 3 min 55 s 304 (au 8e tour)  | 21    |
| 46   | LMGTE Am  | 54 | Spirit of Race        | 3 min 55 s 686 (au 22e tour) | 28    |
| 47   | LMGTE Am  | 98 | Aston Martin Racing   | 3 min 55 s 714 (au 29e tour) | 31    |

## Séances de qualifications

### Classement
| Pos. | Classe  | No. | Équipe                       | Séance 1      | Séance 2 | Séance 3      | Écart   | Grille |
| ---- | ------- | --- | ---------------------------- | ------------- | -------- | ------------- | ------- | ------ |
| 1    | LMP1    | 7   | Toyota Gazoo Racing          | 3:17:161      | 3:15:497 | 3:20:494      |         | 1      |
| 2    | LMP1    | 8   | Toyota Gazoo Racing          | 3:19:632      | 3:15:908 | 3:20:669      | +0.411  | 2      |
| 3    | LMP1    | 17  | SMP Racing                   | 3:17:663      | 3:17:437 | 3:16:159      | +0.662  | 3      |
| 4    | LMP1    | 3   | Rebellion Racing             | 3:19:603      | 3:18:884 | 3:16:404      | +0.907  | 4      |
| 5    | LMP1    | 11  | SMP Racing                   | 3:20:932      | 3:16:953 | 3:16:665      | +1.168  | 5      |
| 6    | LMP1    | 1   | Rebellion Racing             | Temps annulés | 3:17:313 | 3:16:810      | +1.313  | 6      |
| 7    | LMP1    | 10  | DragonSpeed                  | 3:20:200      | 3:23:672 | 3:25:902      | +4.703  | 7      |
| 8    | LMP1    | 4   | ByKolles Racing              | 3:25:246      | 3:23:726 | 3:23:109      | +7.612  | 8      |
| 9    | LMP2    | 28  | TDS Racing                   | 3:28:840      | 3:27:096 | 3:25:345      | +9.848  | 9      |
| 10   | LMP2    | 31  | DragonSpeed                  | 3:26:804      | 3:26:490 | 3:25:667      | +10.170 | 10     |
| 11   | LMP2    | 36  | Signatech Alpine Matmut      | 3:26:935      | 3:28:471 | 3:25:874      | +10.377 | 11     |
| 12   | LMP2    | 48  | IDEC Sport Racing            | 3:27:847      | 3:27:804 | 3:26:011      | +10.514 | 12     |
| 13   | LMP2    | 26  | G-Drive Racing               | 3:29:107      | 3:28:713 | 3:26:257      | +10.760 | 13     |
| 14   | LMP2    | 22  | United Autosports            | 3:27:338      | 3:27:356 | 3:26:543      | +11.046 | 14     |
| 15   | LMP2    | 38  | Jackie Chan DC Racing        | 3:28:738      | 3:26:821 | 3:27:779      | +11.324 | 15     |
| 16   | LMP2    | 29  | Racing Team Nederland        | 3:28:909      | 3:27:107 | 3:27:384      | +11.610 | 16     |
| 17   | LMP2    | 32  | United Autosports            | 3:29:583      | 3:28:779 | 3:27:509      | +12.012 | 17     |
| 18   | LMP2    | 20  | High Class Racing            | 3:32:945      | 3:29:633 | 3:27:610      | +12.113 | 18     |
| 19   | LMP2    | 23  | Panis-Barthez Compétition    | 3:29:821      | 3:27:790 | 3:32:511      | +12.293 | 19     |
| 20   | LMP2    | 37  | Jackie Chan DC Racing        | 3:29:498      | 3:28:569 | 3:28:049      | +12.552 | 20     |
| 21   | LMP2    | 30  | Duqueine Engineering         | 3:28:653      | 3:30:353 | 3:28:195      | +12.698 | 21     |
| 22   | LMP2    | 39  | Graff Racing                 | 3:30:970      | 3:28:426 | Temps annulés | +12.929 | 22     |
| 23   | LMP2    | 25  | Algarve Pro Racing           | 3:29:126      | 3:28:457 | 3:31:113      | +12.960 | 23     |
| 24   | LMP2    | 43  | RLR Msport/Tower Events      | 3:31:017      | 3:29:137 | 3:28:803      | +13.306 | 24     |
| 25   | LMP2    | 47  | Cetilar Villorba Corse       | 3:29:748      | 3:28:942 | 3:29:556      | +13.445 | 25     |
| 26   | LMP2    | 34  | Inter Europol Competition    | 3:30:744      | 3:30:823 | 3:31:491      | +15.247 | 26     |
| 27   | LMP2    | 49  | ARC Bratislava-Kaneko Racing | 3:35:480      | 3:44:799 | 3:34:146      | +18.649 | 27     |
| 28   | LMP2    | 50  | Larbre Compétition           | 3:38:663      | 3:36:144 | 3:34:913      | +19.416 | 28     |
| 29   | GTE Pro | 95  | Aston Martin Racing          | 3:50:812      | 3:51:948 | 3:48:000      | +32.503 | 29     |
| 30   | GTE Pro | 67  | Ford Chip Ganassi Team UK    | 3:49:530      | 3:52:831 | 3:48:112      | +32.615 | 30     |
| 31   | GTE Pro | 63  | Corvette Racing              | 3:52:109      | 3:49:424 | 3:48:830      | +33.333 | 31     |
| 32   | GTE Pro | 93  | Porsche GT Team              | 3:49:558      | 3:50:171 | 3:48:907      | +33.410 | 32     |
| 33   | GTE Pro | 82  | BMW Team MTEK                | 3:53:498      | 3:51:818 | 3:49:108      | +33.611 | 33     |
| 34   | GTE Pro | 68  | Ford Chip Ganassi Team USA   | 3:53:053      | 3:50:486 | 3:49:116      | +33.619 | 34     |
| 35   | GTE Pro | 92  | Porsche GT Team              | 3:50:468      | 3:49:388 | 3:49:196      | +33.699 | 35     |
| 36   | GTE Pro | 71  | AF Corse                     | 3:50:850      | 3:50:623 | 3:49:391      | +33.894 | 36     |
| 37   | GTE Pro | 66  | Ford Chip Ganassi Team UK    | 3:53:793      | 3:51:601 | 3:49:511      | +34.014 | 37     |
| 38   | GTE Pro | 69  | Ford Chip Ganassi Team USA   | 3:51:821      | 3:50:339 | 3:49:546      | +34.049 | 38     |
| 39   | GTE Pro | 64  | Corvette Racing              | 3:52:490      | 3:51:011 | 3:49:573      | +34.076 | 39     |
| 40   | GTE Pro | 51  | AF Corse                     | 3:52:128      | 3:51:019 | 3:49:655      | +34.158 | 40     |
| 41   | GTE Pro | 91  | Porsche GT Team              | 3:50:099      | 3:49:921 | 3:51:039      | +34.424 | 41     |
| 42   | GTE Pro | 97  | Aston Martin Racing          | 3:50:037      | 3:52:283 | 3:50:383      | +34.540 | 42     |
| 43   | GTE Pro | 94  | Porsche GT Team              | 3:50:278      | 3:50:810 | 3:50:593      | +34.781 | 43     |
| 44   | GTE Pro | 81  | BMW Team MTEK                | 3:51:476      | 3:51:353 | Pas de Temps  | +35.856 | 44     |
| 45   | GTE Am  | 88  | Dempsey-Proton Racing        | 3:52:454      | 3:54:107 | 3:51:439      | +35.942 | 45     |
| 46   | GTE Pro | 89  | Risi Competizione            | 3:52:997      | 3:53:244 | 3:51:454      | +35.957 | 46     |
| 47   | GTE Am  | 77  | Dempsey-Proton Racing        | 3:54:408      | 3:54:008 | 3:51:645      | +36.148 | 47     |
| 48   | GTE Am  | 86  | Gulf Racing                  | 3:55:033      | 3:53:571 | 3:51:944      | +36.447 | 48     |
| 49   | GTE Am  | 84  | JMW Motorsport               | 3:54:513      | 3:56:154 | 3:52:423      | +36.926 | 49     |
| 50   | GTE Am  | 78  | Proton Racing                | 3:54:324      | 3:54:942 | 3:52:434      | +36.937 | 50     |
| 51   | GTE Am  | 56  | Team Project 1               | 3:52:750      | 3:55:011 | 3:53:135      | +37.253 | 51     |
| 52   | GTE Am  | 54  | Spirit of Race               | 3:53:793      | 3:52:826 | 3:52:879      | +37.329 | 52     |
| 53   | GTE Am  | 57  | Car Guy Racing               | 3:56:034      | 3:53:474 | 3:54:928      | +37.977 | 53     |
| 54   | GTE Am  | 85  | Keating Motorsports          | 3:56:576      | 3:53:492 | 3:54:815      | +37.995 | 54     |
| 55   | GTE Am  | 60  | Kessel Racing                | 3:56:147      | 3:53:990 | 3:53:528      | +38.031 | 55     |
| 56   | GTE Am  | 98  | Aston Martin Racing          | 3:53:530      | 3:56:136 | 3:53:698      | +38.033 | 56     |
| 57   | GTE Am  | 90  | TF Sport                     | 3:53:974      | 3:54:542 | 3:53:606      | +38.109 | 57     |
| 58   | GTE Am  | 62  | Weathertech Racing           | 3:55:544      | 3:54:350 | 3:53:630      | +38.133 | 58     |
| 59   | GTE Am  | 70  | MR Racing                    | 3:54:737      | 3:55:906 | 3:54:051      | +38.554 | 59     |
| 60   | GTE Am  | 83  | Kessel Racing                | 3:56:333      | 3:54:363 | 3:54:083      | +38.586 | 60     |
| 61   | GTE Am  | 61  | Clearwater Racing            | 3:56:072      | 3:56:120 | 3:54:799      | +39.302 | 61     |
| 62   | GTE Am  | 99  | Dempsey-Proton Racing        | Pas de temps  | Forfait  | Forfait       | Forfait | -      |

## Course

### Classements intermédiaires
| Pos. | Après la 1re heure | Après la 1re heure                                                        | Après 6 heures | Après 6 heures                                                            | Après 12 heures | Après 12 heures                                                           | Après 18 heures | Après 18 heures                                                           |
| Pos. | n°                 | Voiture / Pilotes                                                         | n°             | Voiture / Pilotes                                                         | n°              | Voiture / Pilotes                                                         | n°              | Voiture / Pilotes                                                         |
| ---- | ------------------ | ------------------------------------------------------------------------- | -------------- | ------------------------------------------------------------------------- | --------------- | ------------------------------------------------------------------------- | --------------- | ------------------------------------------------------------------------- |
| 1    | 7                  | Toyota Gazoo Racing Toyota TS050 Hybrid (LMP1) Conway - Kobayashi - Lopez | 7              | Toyota Gazoo Racing Toyota TS050 Hybrid (LMP1) Conway - Kobayashi - Lopez | 7               | Toyota Gazoo Racing Toyota TS050 Hybrid (LMP1) Conway - Kobayashi - Lopez | 7               | Toyota Gazoo Racing Toyota TS050 Hybrid (LMP1) Conway - Kobayashi - Lopez |
| 2    | 8                  | Toyota Gazoo Racing Toyota TS050 Hybrid (LMP1) Buemi - Nakajima - Alonso  | 8              | Toyota Gazoo Racing Toyota TS050 Hybrid (LMP1) Buemi - Nakajima - Alonso  | 8               | Toyota Gazoo Racing Toyota TS050 Hybrid (LMP1) Buemi - Nakajima - Alonso  | 8               | Toyota Gazoo Racing Toyota TS050 Hybrid (LMP1) Buemi - Nakajima - Alonso  |
| 3    | 3                  | Rebellion Racing Rebellion R13 (LMP1) Berthon - Menezes - Laurent         | 3              | Rebellion Racing Rebellion R13 (LMP1) Berthon - Menezes - Laurent         | 3               | Rebellion Racing Rebellion R13 (LMP1) Berthon - Menezes - Laurent         | 11              | SMP Racing BR Engineering BR1 (LMP1) Aleshin - Petrov - Vandoorne         |
| 4    | 11                 | SMP Racing BR Engineering BR1 (LMP1) Aleshin - Petrov - Vandoorne         | 11             | SMP Racing BR Engineering BR1 (LMP1) Aleshin - Petrov - Vandoorne         | 11              | SMP Racing BR Engineering BR1 (LMP1) Aleshin - Petrov - Vandoorne         | 3               | Rebellion Racing Rebellion R13 (LMP1) Berthon - Menezes - Laurent         |
| 5    | 17                 | SMP Racing BR Engineering BR1 (LMP1) Sarrazin - Orudzhev - Sirotkin       | 17             | SMP Racing BR Engineering BR1 (LMP1) Sarrazin - Orudzhev - Sirotkin       | 1               | Rebellion Racing Rebellion R13 (LMP1) Lotterer - Senna - Jani             | 1               | Rebellion Racing Rebellion R13 (LMP1) Lotterer - Senna - Jani             |

### Déroulement de la course
Au début de la course, la Toyota no 7 prend un peu moins de 30 secondes d'avance. À l'arrivée de la nuit, celle-ci fait une sortie de piste, qui profite à la no 8. Elles commencent donc à passer première puis être doublée, jusqu'à ce que la no 8 ait besoin d'une réparation de porte, qui fixa l'écart à environ 1 minute. Après cela, la Rebellion no 3 est contrainte de s'arrêter 3 minutes pour ne pas avoir déclaré des pneus. La SMP Racing no 11 passe donc devant, puis la no 3 sort de piste, et doit être réparée pendant plusieurs minutes, profitant alors à la no 1 de la même écurie.

### Classement final de la course
| Pos   | Classe    | n° | Équipe                         | Pilotes                                                      | Châssis                        | Pneus | Tours | Temps / Abandon              |
| Pos   | Classe    | n° | Équipe                         | Pilotes                                                      | Moteur                         | Pneus | Tours | Temps / Abandon              |
| ----- | --------- | -- | ------------------------------ | ------------------------------------------------------------ | ------------------------------ | ----- | ----- | ---------------------------- |
| 1     | LMP1      | 8  | Toyota Gazoo Racing            | Sébastien Buemi Kazuki Nakajima Fernando Alonso              | Toyota TS050 Hybrid            | M     | 385   | 24 h 00 min 10 s 574         |
| 1     | LMP1      | 8  | Toyota Gazoo Racing            | Sébastien Buemi Kazuki Nakajima Fernando Alonso              | Toyota 2,4 L V6 Bi-Turbo       | M     | 385   | 24 h 00 min 10 s 574         |
| 2     | LMP1      | 7  | Toyota Gazoo Racing            | Mike Conway Kamui Kobayashi José María López                 | Toyota TS050 Hybrid            | M     | 385   | 24 h 00 min 27 s 546         |
| 2     | LMP1      | 7  | Toyota Gazoo Racing            | Mike Conway Kamui Kobayashi José María López                 | Toyota 2,4 L V6 Bi-Turbo       | M     | 385   | 24 h 00 min 27 s 546         |
| 3     | LMP1      | 11 | SMP Racing                     | Mikhail Aleshin Vitaly Petrov Stoffel Vandoorne              | BR Engineering BR1             | M     | 379   | + 6 tours                    |
| 3     | LMP1      | 11 | SMP Racing                     | Mikhail Aleshin Vitaly Petrov Stoffel Vandoorne              | AER P60B 2,4 L V6 Bi-Turbo     | M     | 379   | + 6 tours                    |
| 4     | LMP1      | 1  | Rebellion Racing               | Bruno Senna André Lotterer Neel Jani                         | Rebellion R13                  | M     | 376   | + 9 tours                    |
| 4     | LMP1      | 1  | Rebellion Racing               | Bruno Senna André Lotterer Neel Jani                         | Gibson GK458 4,5 L V8 Atmo     | M     | 376   | + 9 tours                    |
| 5     | LMP1      | 3  | Rebellion Racing               | Thomas Laurent Gustavo Menezes Nathanaël Berthon             | Rebellion R13                  | M     | 370   | + 15 tours                   |
| 5     | LMP1      | 3  | Rebellion Racing               | Thomas Laurent Gustavo Menezes Nathanaël Berthon             | Gibson GK458 4,5 L V8 Atmo     | M     | 370   | + 15 tours                   |
| 6     | LMP2      | 36 | Signatech Alpine Matmut        | Nicolas Lapierre Pierre Thiriet André Negrão                 | Alpine A470                    | M     | 368   | + 17 tours                   |
| 6     | LMP2      | 36 | Signatech Alpine Matmut        | Nicolas Lapierre Pierre Thiriet André Negrão                 | Gibson GK428 4,2 L V8 Atmo     | M     | 368   | + 17 tours                   |
| 7     | LMP2      | 38 | Jackie Chan DC Racing          | Ho-Pin Tung Gabriel Aubry Stéphane Richelmi                  | Oreca 07                       | D     | 367   | + 18 tours                   |
| 7     | LMP2      | 38 | Jackie Chan DC Racing          | Ho-Pin Tung Gabriel Aubry Stéphane Richelmi                  | Gibson GK428 4,2 L V8 Atmo     | D     | 367   | + 18 tours                   |
| 8     | LMP2      | 28 | TDS Racing                     | François Perrodo Loïc Duval Matthieu Vaxivière               | Oreca 07                       | D     | 366   | + 19 tours                   |
| 8     | LMP2      | 28 | TDS Racing                     | François Perrodo Loïc Duval Matthieu Vaxivière               | Gibson GK428 4,2 L V8 Atmo     | D     | 366   | + 19 tours                   |
| 9     | LMP2      | 22 | United Autosports              | Phil Hanson Paul di Resta Filipe Albuquerque                 | Ligier JS P217                 | M     | 365   | + 20 tours                   |
| 9     | LMP2      | 22 | United Autosports              | Phil Hanson Paul di Resta Filipe Albuquerque                 | Gibson GK428 4,2 L V8 Atmo     | M     | 365   | + 20 tours                   |
| 10    | LMP2      | 48 | IDEC Sport Racing              | Paul Lafargue Paul-Loup Chatin Memo Rojas                    | Oreca 07                       | M     | 364   | + 21 tours                   |
| 10    | LMP2      | 48 | IDEC Sport Racing              | Paul Lafargue Paul-Loup Chatin Memo Rojas                    | Gibson GK428 4,2 L V8 Atmo     | M     | 364   | + 21 tours                   |
| 11    | LMP2      | 26 | G-Drive Racing                 | Roman Rusinov Job Van Uitert Jean-Éric Vergne                | Aurus 01                       | D     | 364   | + 21 tours                   |
| 11    | LMP2      | 26 | G-Drive Racing                 | Roman Rusinov Job Van Uitert Jean-Éric Vergne                | Gibson GK428 4,2 L V8 Atmo     | D     | 364   | + 21 tours                   |
| 12    | LMP2      | 30 | Duqueine Engineering           | Nicolas Jamin Pierre Ragues Romain Dumas                     | Oreca 07                       | M     | 363   | + 22 tours                   |
| 12    | LMP2      | 30 | Duqueine Engineering           | Nicolas Jamin Pierre Ragues Romain Dumas                     | Gibson GK428 4,2 L V8 Atmo     | M     | 363   | + 22 tours                   |
| 13    | LMP2      | 23 | Panis-Barthez Compétition      | Julien Canal René Binder Will Stevens                        | Ligier JS P217                 | D     | 362   | + 23 tours                   |
| 13    | LMP2      | 23 | Panis-Barthez Compétition      | Julien Canal René Binder Will Stevens                        | Gibson GK428 4,2 L V8 Atmo     | D     | 362   | + 23 tours                   |
| 14    | LMP2      | 39 | Graff-SO24                     | Vincent Capillaire Jonathan Hirschi Tristan Gommendy         | Oreca 07                       | M     | 362   | + 23 tours                   |
| 14    | LMP2      | 39 | Graff-SO24                     | Vincent Capillaire Jonathan Hirschi Tristan Gommendy         | Gibson GK428 4,2 L V8 Atmo     | M     | 362   | + 23 tours                   |
| 15    | LMP2      | 25 | Algarve Pro Racing             | David Zollinger Andrea Pizzitola John Falb                   | Oreca 07                       | D     | 357   | + 28 tours                   |
| 15    | LMP2      | 25 | Algarve Pro Racing             | David Zollinger Andrea Pizzitola John Falb                   | Gibson GK428 4,2 L V8 Atmo     | D     | 357   | + 28 tours                   |
| 16    | LMP2      | 20 | High Class Racing              | Anders Fjordbach Dennis Andersen Mathias Beche               | Oreca 07                       | D     | 356   | + 29 tours                   |
| 16    | LMP2      | 20 | High Class Racing              | Anders Fjordbach Dennis Andersen Mathias Beche               | Gibson GK428 4,2 L V8 Atmo     | D     | 356   | + 29 tours                   |
| 17    | LMP2      | 50 | Larbre Compétition             | Erwin Creed Romano Ricci Nicholas Boulle                     | Ligier JS P217                 | M     | 355   | +30 tours                    |
| 17    | LMP2      | 50 | Larbre Compétition             | Erwin Creed Romano Ricci Nicholas Boulle                     | Gibson GK428 4,2 L V8 Atmo     | M     | 355   | +30 tours                    |
| 18    | LMP2      | 47 | Cetilar Villorba Corse         | Roberto Lacorte Giorgio Sernagiotto Andrea Belicchi          | Dallara P217                   | D     | 352   | + 33 tours                   |
| 18    | LMP2      | 47 | Cetilar Villorba Corse         | Roberto Lacorte Giorgio Sernagiotto Andrea Belicchi          | Gibson GK428 4,2 L V8 Atmo     | D     | 352   | + 33 tours                   |
| 19    | LMP2      | 32 | United Autosports              | Ryan Cullen Will Owen Alex Brundle                           | Ligier JS P217                 | M     | 348   | + 37 tours                   |
| 19    | LMP2      | 32 | United Autosports              | Ryan Cullen Will Owen Alex Brundle                           | Gibson GK428 4,2 L V8 Atmo     | M     | 348   | + 37 tours                   |
| 20    | LMGTE Pro | 51 | AF Corse                       | James Calado Alessandro Pier Guidi Daniel Serra              | Ferrari 488 GTE Evo            | M     | 342   | + 43 tours                   |
| 20    | LMGTE Pro | 51 | AF Corse                       | James Calado Alessandro Pier Guidi Daniel Serra              | Ferrari F154CB 3,9 L V8 Turbo  | M     | 342   | + 43 tours                   |
| 21    | LMGTE Pro | 91 | Porsche GT Team                | Richard Lietz Gianmaria Bruni Frédéric Makowiecki            | Porsche 911 RSR                | M     | 342   | + 43 tours                   |
| 21    | LMGTE Pro | 91 | Porsche GT Team                | Richard Lietz Gianmaria Bruni Frédéric Makowiecki            | Porsche 4,0 L Flat-6 Atmo      | M     | 342   | + 43 tours                   |
| 22    | LMGTE Pro | 93 | Porsche GT Team                | Patrick Pilet Nick Tandy Earl Bamber                         | Porsche 911 RSR                | M     | 342   | + 43 tours                   |
| 22    | LMGTE Pro | 93 | Porsche GT Team                | Patrick Pilet Nick Tandy Earl Bamber                         | Porsche 4,0 L Flat-6 Atmo      | M     | 342   | + 43 tours                   |
| 23    | LMGTE Pro | 67 | Ford Chip Ganassi Team UK      | Harry Tincknell Andy Priaulx Jonathan Bomarito               | Ford GT                        | M     | 342   | + 43 tours                   |
| 23    | LMGTE Pro | 67 | Ford Chip Ganassi Team UK      | Harry Tincknell Andy Priaulx Jonathan Bomarito               | Ford EcoBoost 3,5 L V6 Turbo   | M     | 342   | + 43 tours                   |
| 24    | LMGTE Pro | 69 | Ford Chip Ganassi Team USA     | Ryan Briscoe Richard Westbrook Scott Dixon                   | Ford GT                        | M     | 341   | + 44 tours                   |
| 24    | LMGTE Pro | 69 | Ford Chip Ganassi Team USA     | Ryan Briscoe Richard Westbrook Scott Dixon                   | Ford EcoBoost 3,5 L V6 Turbo   | M     | 341   | + 44 tours                   |
| 25    | LMGTE Pro | 66 | Ford Chip Ganassi Team UK      | Stefan Mücke Olivier Pla Billy Johnson (en)                  | Ford GT                        | M     | 340   | + 45 tours                   |
| 25    | LMGTE Pro | 66 | Ford Chip Ganassi Team UK      | Stefan Mücke Olivier Pla Billy Johnson (en)                  | Ford EcoBoost 3,5 L V6 Turbo   | M     | 340   | + 45 tours                   |
| 26    | LMP2      | 29 | Racing Team Nederland          | Giedo van der Garde Nyck de Vries Frits van Eerd             | Dallara P217                   | M     | 340   | + 45 tours                   |
| 26    | LMP2      | 29 | Racing Team Nederland          | Giedo van der Garde Nyck de Vries Frits van Eerd             | Gibson GK428 4,2 L V8 Atmo     | M     | 340   | + 45 tours                   |
| 27    | LMGTE Pro | 94 | Porsche GT Team                | Mathieu Jaminet Dennis Olsen Sven Müller                     | Porsche 911 RSR                | M     | 339   | + 46 tours                   |
| 27    | LMGTE Pro | 94 | Porsche GT Team                | Mathieu Jaminet Dennis Olsen Sven Müller                     | Porsche 4,0 L Flat-6 Atmo      | M     | 339   | + 46 tours                   |
| 28    | LMGTE Pro | 63 | Corvette Racing                | Jan Magnussen Antonio García Mike Rockenfeller               | Chevrolet Corvette C7.R        | M     | 337   | + 48 tours                   |
| 28    | LMGTE Pro | 63 | Corvette Racing                | Jan Magnussen Antonio García Mike Rockenfeller               | Chevrolet LT 5,5 l V8 Atmo     | M     | 337   | + 48 tours                   |
| 29    | LMGTE Pro | 92 | Porsche GT Team                | Michael Christensen Kévin Estre Laurens Vanthoor             | Porsche 911 RSR                | M     | 337   | + 48 tours                   |
| 29    | LMGTE Pro | 92 | Porsche GT Team                | Michael Christensen Kévin Estre Laurens Vanthoor             | Porsche 4,0 L Flat-6 Atmo      | M     | 337   | + 48 tours                   |
| 30    | LMGTE Pro | 82 | BMW Team MTEK                  | António Félix da Costa Jesse Krohn Augusto Farfus            | BMW M8 GTE                     | M     | 335   | + 50 tours                   |
| 30    | LMGTE Pro | 82 | BMW Team MTEK                  | António Félix da Costa Jesse Krohn Augusto Farfus            | BMW S63 4,0 L V8 Bi-Turbo      | M     | 335   | + 50 tours                   |
| 31    | LMGTE Am  | 56 | Team Project 1                 | Jörg Bergmeister Patrick Lindsey Egidio Perfetti             | Porsche 911 RSR                | M     | 334   | + 51 tours                   |
| 31    | LMGTE Am  | 56 | Team Project 1                 | Jörg Bergmeister Patrick Lindsey Egidio Perfetti             | Porsche 4,0 L Flat-6 Atmo      | M     | 334   | + 51 tours                   |
| 32    | LMGTE Am  | 84 | JMW Motorsport                 | Rodrigo Baptista Jeff Segal Wei Lu                           | Ferrari 488 GTE                | M     | 334   | + 51 tours                   |
| 32    | LMGTE Am  | 84 | JMW Motorsport                 | Rodrigo Baptista Jeff Segal Wei Lu                           | Ferrari F154CB 3,9 L V8 Turbo  | M     | 334   | + 51 tours                   |
| 33    | LMGTE Am  | 62 | WeatherTech Racing             | Cooper Macneil Toni Vilander Robert Smith                    | Ferrari 488 GTE                | M     | 333   | + 52 tours                   |
| 33    | LMGTE Am  | 62 | WeatherTech Racing             | Cooper Macneil Toni Vilander Robert Smith                    | Ferrari F154CB 3,9 L V8 Turbo  | M     | 333   | + 52 tours                   |
| 34    | LMGTE Am  | 77 | Dempsey-Proton Racing          | Matt Campbell Christian Ried Julien Andlauer                 | Porsche 911 RSR                | M     | 332   | + 53 tours                   |
| 34    | LMGTE Am  | 77 | Dempsey-Proton Racing          | Matt Campbell Christian Ried Julien Andlauer                 | Porsche 4,0 L Flat-6 Atmo      | M     | 332   | + 53 tours                   |
| 35    | LMGTE Am  | 57 | Car Guy Racing                 | Takeshi Kimura Kei Cozzolino Côme Ledogar                    | Ferrari 488 GTE                | M     | 332   | + 53 tours                   |
| 35    | LMGTE Am  | 57 | Car Guy Racing                 | Takeshi Kimura Kei Cozzolino Côme Ledogar                    | Ferrari F154CB 3,9 L V8 Turbo  | M     | 332   | + 53 tours                   |
| 36    | LMGTE Am  | 78 | Proton Competition             | Louis Prette Philippe Prette Vincent Abril                   | Porsche 911 RSR                | M     | 332   | + 53 tours                   |
| 36    | LMGTE Am  | 78 | Proton Competition             | Louis Prette Philippe Prette Vincent Abril                   | Porsche 4,0 L Flat-6 Atmo      | M     | 332   | + 53 tours                   |
| 37    | LMGTE Am  | 61 | Clearwater Racing              | Matthew Griffin Luis Perez Companc Matteo Cressoni           | Ferrari 488 GTE                | M     | 331   | + 54 tours                   |
| 37    | LMGTE Am  | 61 | Clearwater Racing              | Matthew Griffin Luis Perez Companc Matteo Cressoni           | Ferrari F154CB 3,9 L V8 Turbo  | M     | 331   | + 54 tours                   |
| 38    | LMGTE Am  | 86 | Gulf Racing                    | Michael Wainwright Ben Barker Thomas Preining                | Porsche 911 RSR                | M     | 331   | + 54 tours                   |
| 38    | LMGTE Am  | 86 | Gulf Racing                    | Michael Wainwright Ben Barker Thomas Preining                | Porsche 4,0 L Flat-6 Atmo      | M     | 331   | + 54 tours                   |
| 39    | LMGTE Am  | 83 | Kessel Racing                  | Manuela Gostner Rahel Frey Michelle Gatting                  | Ferrari 488 GTE                | M     | 330   | + 55 tours                   |
| 39    | LMGTE Am  | 83 | Kessel Racing                  | Manuela Gostner Rahel Frey Michelle Gatting                  | Ferrari F154CB 3,9 L V8 Turbo  | M     | 330   | + 55 tours                   |
| 40    | LMGTE Pro | 89 | Risi Competizione              | Oliver Jarvis Pipo Derani Jules Gounon                       | Ferrari 488 GTE Evo            | M     | 329   | + 56 tours                   |
| 40    | LMGTE Pro | 89 | Risi Competizione              | Oliver Jarvis Pipo Derani Jules Gounon                       | Ferrari F154CB 3,9 L V8 Turbo  | M     | 329   | + 56 tours                   |
| 41    | LMGTE Am  | 70 | MR Racing                      | Olivier Beretta Eddie Cheever III (en) Motoaki Ishikawa (de) | Ferrari 488 GTE                | M     | 328   | + 57 tours                   |
| 41    | LMGTE Am  | 70 | MR Racing                      | Olivier Beretta Eddie Cheever III (en) Motoaki Ishikawa (de) | Ferrari F154CB 3,9 L V8 Turbo  | M     | 328   | + 57 tours                   |
| 42    | LMGTE Am  | 90 | TF Sport                       | Euan Hankey Charlie Eastwood Salih Yoluç                     | Aston Martin Vantage GTE       | M     | 327   | + 58 tours                   |
| 42    | LMGTE Am  | 90 | TF Sport                       | Euan Hankey Charlie Eastwood Salih Yoluç                     | Aston Martin 4,5 L V8 Atmo     | M     | 327   | + 58 tours                   |
| 43    | LMGTE Am  | 54 | Spirit of Race                 | Thomas Flöhr (en) Francesco Castellacci Giancarlo Fisichella | Ferrari 488 GTE                | M     | 327   | + 58 tours                   |
| 43    | LMGTE Am  | 54 | Spirit of Race                 | Thomas Flöhr (en) Francesco Castellacci Giancarlo Fisichella | Ferrari F154CB 3,9 L V8 Turbo  | M     | 327   | + 58 tours                   |
| 44    | LMGTE Pro | 97 | Aston Martin Racing            | Alex Lynn Jonathan Adam Maxime Martin                        | Aston Martin Vantage AMR       | M     | 325   | + 60 tours                   |
| 44    | LMGTE Pro | 97 | Aston Martin Racing            | Alex Lynn Jonathan Adam Maxime Martin                        | Aston Martin 4,0 L V8 Bi-Turbo | M     | 325   | + 60 tours                   |
| 45    | LMP2      | 34 | Inter Europol Competition      | Jakub Śmiechowski James Winslow Nigel Moore                  | Ligier JS P217                 | M     | 325   | + 60 tours                   |
| 45    | LMP2      | 34 | Inter Europol Competition      | Jakub Śmiechowski James Winslow Nigel Moore                  | Gibson GK428 4,2 L V8 Atmo     | M     | 325   | + 60 tours                   |
| 46    | LMGTE Am  | 60 | Kessel Racing                  | Claudio Schiavoni Sergio Pianezzola Andrea Piccini           | Ferrari 488 GTE                | M     | 324   | + 61 tours                   |
| 46    | LMGTE Am  | 60 | Kessel Racing                  | Claudio Schiavoni Sergio Pianezzola Andrea Piccini           | Ferrari F154CB 3,9 L V8 Turbo  | M     | 324   | + 61 tours                   |
| 47    | LMGTE Pro | 81 | BMW Team MTEK                  | Nicky Catsburg Martin Tomczyk Philipp Eng                    | BMW M8 GTE                     | M     | 309   | + 76 tours                   |
| 47    | LMGTE Pro | 81 | BMW Team MTEK                  | Nicky Catsburg Martin Tomczyk Philipp Eng                    | BMW S63 4,0 L V8 Bi-Turbo      | M     | 309   | + 76 tours                   |
| N. c. | LMP2      | 43 | RLR M Sport / Tower Events     | John Farano Arjun Maini Norman Nato                          | Oreca 07                       | D     | 295   | Non classé                   |
| N. c. | LMP2      | 43 | RLR M Sport / Tower Events     | John Farano Arjun Maini Norman Nato                          | Gibson GK428 4,2 L V8 Atmo     | D     | 295   | Non classé                   |
| Abd.  | LMP2      | 31 | DragonSpeed                    | Roberto González Pastor Maldonado Anthony Davidson           | Oreca 07                       | M     | 245   | Accident                     |
| Abd.  | LMP2      | 31 | DragonSpeed                    | Roberto González Pastor Maldonado Anthony Davidson           | Gibson GK428 4,2 L V8 Atmo     | M     | 245   | Accident                     |
| Abd.  | LMP2      | 37 | Jackie Chan DC Racing          | David Heinemeier Hansson Jordan King Ricky Taylor            | Oreca 07                       | D     | 199   | Problèmes mécaniques         |
| Abd.  | LMP2      | 37 | Jackie Chan DC Racing          | David Heinemeier Hansson Jordan King Ricky Taylor            | Gibson GK428 4,2 L V8 Atmo     | D     | 199   | Problèmes mécaniques         |
| Abd.  | LMP1      | 17 | SMP Racing                     | Stéphane Sarrazin Sergey Sirotkin Egor Orudzhev              | BR Engineering BR1             | M     | 163   | Accident                     |
| Abd.  | LMP1      | 17 | SMP Racing                     | Stéphane Sarrazin Sergey Sirotkin Egor Orudzhev              | AER P60B 2,4 L V6 Bi-Turbo     | M     | 163   | Accident                     |
| Abd.  | LMP1      | 4  | ByKolles Racing                | Oliver Webb Tom Dillmann Paolo Ruberti                       | ENSO CLM P1/01                 | M     | 163   | Moteur                       |
| Abd.  | LMP1      | 4  | ByKolles Racing                | Oliver Webb Tom Dillmann Paolo Ruberti                       | Gibson GK458 4,5 L V8 Atmo     | M     | 163   | Moteur                       |
| Abd.  | LMP2      | 49 | ARC Bratislava - Kaneko Racing | Miroslav Konôpka Henning Enqvist Konstantin Tereshchenko     | Ligier JS P217                 | D     | 160   | Crevaison et sortie de route |
| Abd.  | LMP2      | 49 | ARC Bratislava - Kaneko Racing | Miroslav Konôpka Henning Enqvist Konstantin Tereshchenko     | Gibson GK428 4,2 L V8 Atmo     | D     | 160   | Crevaison et sortie de route |
| Abd.  | LMGTE Pro | 71 | AF Corse                       | Davide Rigon Sam Bird Miguel Molina                          | Ferrari 488 GTE Evo            | M     | 140   | Moteur                       |
| Abd.  | LMGTE Pro | 71 | AF Corse                       | Davide Rigon Sam Bird Miguel Molina                          | Ferrari F154CB 3,9 L V8 Turbo  | M     | 140   | Moteur                       |
| Abd.  | LMGTE Pro | 95 | Aston Martin Racing            | Nicki Thiim Marco Sørensen Darren Turner                     | Aston Martin Vantage AMR       | M     | 132   | Accident                     |
| Abd.  | LMGTE Pro | 95 | Aston Martin Racing            | Nicki Thiim Marco Sørensen Darren Turner                     | Aston Martin 4,0 L V8 Bi-Turbo | M     | 132   | Accident                     |
| Abd.  | LMGTE Am  | 98 | Aston Martin Racing            | Paul Dalla Lana Pedro Lamy Mathias Lauda                     | Aston Martin Vantage GTE       | M     | 87    | Moteur                       |
| Abd.  | LMGTE Am  | 98 | Aston Martin Racing            | Paul Dalla Lana Pedro Lamy Mathias Lauda                     | Aston Martin 4,5 L V8 Atmo     | M     | 87    | Moteur                       |
| Abd.  | LMGTE Pro | 64 | Corvette Racing                | Oliver Gavin Tommy Milner Marcel Fässler                     | Chevrolet Corvette C7.R        | M     | 82    | Accident                     |
| Abd.  | LMGTE Pro | 64 | Corvette Racing                | Oliver Gavin Tommy Milner Marcel Fässler                     | Chevrolet LT 5,5 l V8 Atmo     | M     | 82    | Accident                     |
| Abd.  | LMGTE Am  | 88 | Dempsey-Proton Racing          | Satoshi Hoshino Matteo Cairoli Giorgio Roda                  | Porsche 911 RSR                | M     | 79    | Accident                     |
| Abd.  | LMGTE Am  | 88 | Dempsey-Proton Racing          | Satoshi Hoshino Matteo Cairoli Giorgio Roda                  | Porsche 4,0 L Flat-6 Atmo      | M     | 79    | Accident                     |
| Abd.  | LMP1      | 10 | DragonSpeed                    | Ben Hanley Henrik Hedman Renger van der Zande                | BR Engineering BR1             | M     | 76    | Boîte de vitesses            |
| Abd.  | LMP1      | 10 | DragonSpeed                    | Ben Hanley Henrik Hedman Renger van der Zande                | Gibson GK458 4,5 L V8 Atmo     | M     | 76    | Boîte de vitesses            |
| N. p. | LMGTE Am  | 99 | Dempsey-Proton Racing          | Patrick Long Tracy Krohn Niclas Jönsson                      | Porsche 911 RSR                | M     |       | Non partant                  |
| N. p. | LMGTE Am  | 99 | Dempsey-Proton Racing          | Patrick Long Tracy Krohn Niclas Jönsson                      | Porsche 4,0 L Flat-6 Atmo      | M     |       | Non partant                  |
| Dsq.  | LMGTE Pro | 68 | Ford Chip Ganassi Team USA     | Joey Hand Dirk Müller Sébastien Bourdais                     | Ford GT                        | M     | 342   | Disqualifié                  |
| Dsq.  | LMGTE Pro | 68 | Ford Chip Ganassi Team USA     | Joey Hand Dirk Müller Sébastien Bourdais                     | Ford EcoBoost 3,5 L V6 Turbo   | M     | 342   | Disqualifié                  |
| Dsq.  | LMGTE Am  | 85 | Keating Motorsports            | Ben Keating Jeroen Bleekemolen Felipe Fraga                  | Ford GT                        | M     | 334   | Disqualifié                  |
| Dsq.  | LMGTE Am  | 85 | Keating Motorsports            | Ben Keating Jeroen Bleekemolen Felipe Fraga                  | Ford EcoBoost 3,5 L V6 Turbo   | M     | 334   | Disqualifié                  |

## Records du tour
- Meilleur tour en course absolu : Mike Conway sur Toyota TS050 Hybrid en 3 min 17 s 297 (soit 248.628 km/h) au tour 4, le 15 juin 2019 à 15 h 14[23]; c'est le nouveau record absolu de la piste.
- Meilleur tour en course catégorie LMP1 : Mike Conway sur Toyota TS050 Hybrid en 3 min 17 s 297 (soit 248.628 km/h) au tour 4, le 15 juin 2019 à 15 h 14[23]; c'est le nouveau record absolu de la piste.
- Meilleur tour en course catégorie LMP2 : Matthieu Vaxiviere sur TDS Racing Oreca 07-Gibson en 3 min 27 s 611 (soit 236.276 km/h) au tour 3, le 15 juin 2019 à 15 h 11[23].
- Meilleur tour en course catégorie GTE Pro : Frédéric Makowiecki sur Porsche 911 RSR en 3 min 49 s 831 (soit 213.433 km/h) au tour 304, le 16 juin 2019 à 12 h 34[23].
- Meilleur tour en course catégorie GTE Am : Matteo Cairoli sur Porsche 911 RSR en 3 min 52 s 567 (soit 210.922 km/h) au tour 2, le 15 juin 2019 à 15 h 8[23].

## Tours en tête
Tours en tête :
- Toyota TS050 Hybrid no 7 - Toyota Gazoo Racing : 336 (1-98 / 106-113 / 121-122 / 132-166 / 177-367 / 377-378)
- Toyota TS050 Hybrid no 8 - Toyota Gazoo Racing : 49 (99-105 / 114-120 / 123-131 / 167-176 / 368-376 / 379-385)